# 別列贊卡 (切爾尼戈夫區)
51°33′8″N 31°26′18″E / 51.55222°N 31.43833°E
別列贊卡（烏克蘭語：Березанка）是位於烏克蘭北部切爾尼希夫州裏切爾尼希夫區的村莊，始建於1666年，面積0.72平方公里，海拔高度112米，2001年人口309，人口密度每平方公里513.29人。